# Thomas Stuyck
Thomas Stuyck né le 1er septembre 1980 à Bruxelles est un acteur belge sorti de l'école d'acteur Parallax en 2004.

## Filmographie

### Cinéma

#### Longs métrages
- 2005 : Trouble (Duplicity) de Harry Cleven
- 2004 : La Répétition de Marian Handwerker
- 2005 : Bunker Paradise de Stefan Liberski
- 2005 : La Trahison de Philippe Faucon
- 2010 : La Chance de ma vie de Nicolas Cuche
- 2014 : Supercondriaque de Dany Boon

#### Courts métrages
- 2006 : L'escale de Yoon Sung-A. Rôle de Thomas.
- 2006 : Smoking de Renaud Boucquey. Rôle du garçon. Avec Edwige Baily. Produit par Marc Goldstein
- 2007 : Saint-Émilion de Xavier Pique. Rôle de Chrisptohe. Avec Christelle Cornil et Jerry Henning
- 2011 : Nos rendez-vous aux cieux de Rodolphe Viémont
- 2014 : Les Corps étrangers de Laura Wandel. Drangons Films. Sélection officielle Festival de Cannes 2014

### Télévision
- 2014 : The Missing de Tom Shankland (BBC)
- 2003 : Une fille d'enfer de Pascal Lahmani
- 2004 : Nom de code : DP de Patrick Dewolf
- 2006 : Trois pères à la maison de Stéphane Kappes
- 2007 : Septième Ciel Belgique (RTBF)
- 2008 : À tort ou à raison de Pierre Joassin  (RTBF et To Do Today Production)
- 2009 : Otages de Didier Albert (TF1 et RTL TVI)